# Young Deenay
Young Deenay właściwie Fatima Napo (ur. 14 stycznia 1979 w Bandiagara, Mali) – niemiecka artystka hip-hopowa i rap malijskiego pochodzenia.
Studiowała psychologię na Uniwersytecie Johanna Wolfganga Goethego we Frankfurcie nad Menem. Pierwszy singel "Walk On By", wydała w 1997. Przyniósł on wokalistce ogromną popularność w całej Europie. Kolejny "Wannabe Your Lover" powtórzył sukces poprzedniego. Na obu pojawia się także niemiecki piosenkarz Sasha.
W 1998 na rynek trafił debiutancki album "Birth" – mieszanka różnych stylów od R&B przez rap do hip-hopu. Następnie artystka wzięła trochę wolnego, by po roku powrócić z singlem "You and Me", który także stał się hitem.